# کانن در ر
کانن در رِ یا کاننِ پاخلبل اسمی است که بر روی یکی از کانن‌های یوهان پاخلبل، موسیقی‌دان و آهنگساز آلمانی موسیقی دورهٔ باروک، گذاشته شده‌است. نام اصلی و کامل این قطعه کانن و ژیگ برای سه ویولن و باسو کانتینو
(به آلمانی: Kanon und Gigue für drei Violinen mit Generalbaß) است؛ هرچند که با نام‌های کوتاه‌تری مثل کانن در رِ ماژور نیز شناخته می‌شود.

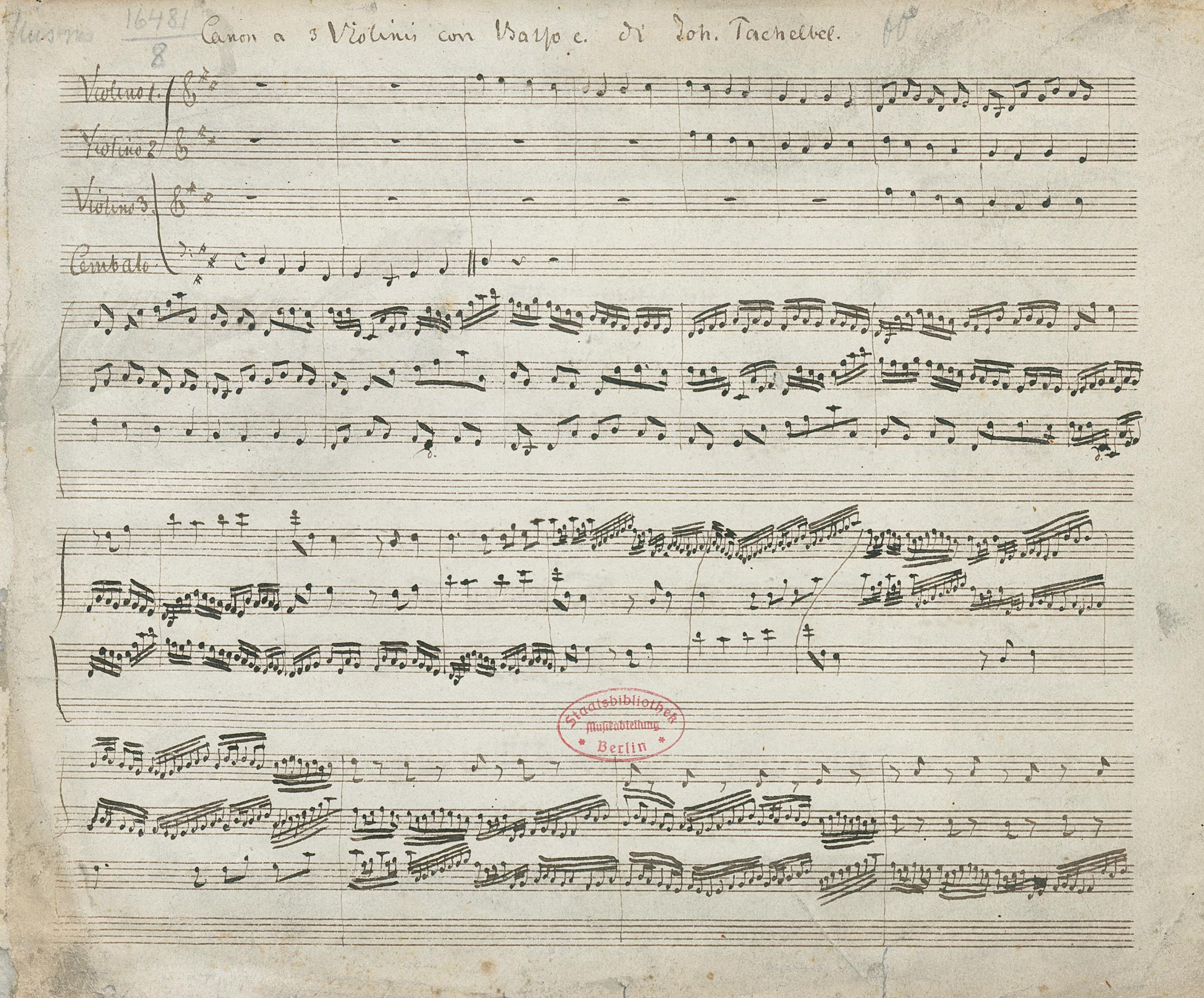
صفحهٔ اولِ کانن و ژیگِ پاخلبل، قدیمی‌ترین نسخهٔ دست‌نویس این اثر

تاریخ و مراحل آهنگسازی این قطعه امروزه نامشخص است و قدیمی‌ترین دست‌نویسی که تاکنون از این اثر پیدا شده، مربوط به سدهٔ نوزدهم میلادی است.
همانند دیگر آثار پاخلبل، این اثر هم باآنکه در زمان خودِ پاخلبل شناخته‌شده و محبوب بود، اما به‌زودی از روالِ اجرا خارج شد و تا چند قرن ناشناخته بود. در سال ۱۹۶۸، تنظیمی از آهنگ برای ارکستر توسط ژان-فرانسوا پیلار موجب شد تا این قطعه به محبوبیت چشمگیر و افسانه‌ای برسد، به‌طوری‌که در دهه‌های بعد این قطعه بارها در مراسم‌های گوناگونی همچون مجلس عروسی یا مراسم ختم مورد استفاده قرار می‌گرفت و بارها توسط ارکسترهای گوناگون ضبط و اجرا می‌شد و تنظیم‌ها و کاورهای این قطعه بارها در موسیقی پاپ نیز اجرا می‌شد و مورد استفاده قرار می‌گرفت.
هر دو موومان این قطعه در گام رِ ماژور نوشته شده‌است و بااین‌که این قطعه یک کانن محسوب می‌شود، اما عناصری از فرم شاکن را نیز داراست.

## ساخت و آهنگسازی
پاخلبل در دوران زندگی خود به خاطر ساختن آثار برای ارگ و دیگر سازهای شستی‌دار به شهرت اساسی رسید. امروزه هم او را بیشتر به خاطر موسیقی مجلسی و موسیقی کلیسایی می‌شناسند. متأسفانه امروزه بیشتر آثار وی از میان رفته‌است و تنها بخش‌های کوچک و دست‌نویس‌های پراکنده‌ای از آثار او وجود دارد که باقی مانده‌است. «کانن و ژیگ» نیز یکی از همین آثار باقی‌مانده از وی است. قدیمی‌ترین نسخهٔ دست‌نویسی که در حال حاضر از این قطعهٔ موسیقی باقی مانده، در کتابخانه دولتی برلین نگهداری می‌شود. (با شمارهٔ Mus.MS 16481/8)
از مراحل و علت ساخته شدن چنین اثری اطلاعاتی در دست نیست. هانس-یواخیم شولتسه، در نوشته‌ای، دلیلِ ساخته شدن چنین قطعه‌ای را مراسم عروسی یوهان کریستف باخ در تاریخ ۲۳ اکتبر ۱۶۹۴ می‌داند که در آن مراسم پاخلبل دعوت شده بوده‌است. یوهان کریستف باخ برادر یوهان سباستیان باخ و شاگرد پاخلبل بوده‌است. به‌هرحال، بیشتر محققان، تاریخ نوشته شدن این اثر را پیش از سدهٔ ۱۸ می‌دانند.

## بازیابی مجدد و محبوب شدن
کانن (بدون همراهی ژیگ) ابتدا در سال ۱۹۱۹ توسط یک محقق به اسم گوستاو بکمان در تحقیقش راجع به موسیقی مجلسیِ پاخلبل چاپ شد.
تحقیقات بکمان توسط محقق دیگری به اسم مکس سیفرت پشتیبانی شد. تنظیم وی از کانن در سال ۱۹۲۹ منتشر شد. این تنظیم با قطعه اصلی تفاوت زیادی داشت و نتواست توجه دیگر محققان را برانگیزد.
کانن اولین بار در سال ۱۹۴۰ توسط آرتو فیدلر ضبط شد.
با وجود اینکه قبل از ژان-فرانسوا پیلار از این قطعه اجراها و تنظیم‌هایی ضبط شده بود اما این نسخهٔ ارکسترال وی بود که در سال ۱۹۶۸ صورت گرفت و تا ابد سرنوشت این قطعه را تغییر داد. نسخهٔ ژان بیشتر به سبک موسیقی رمانتیک بود تا به سبک موسیقی باروک و تمپو ی آن بسیار پایین بود و حتی خود پیلار قسمت‌های ابلیگاتویی نیز به اثر اضافه کرده بود. این تنظیم موجب شهرت یک دفعهٔ این قطعه شد.
پس از آن رادیوهای بسیاری بنا به درخواست شنوندگان این اثر را پخش کردند و ارکسترهای فراوان این قطعه را اجرا کردند.

## تحلیل
کانن یک فرم موسیقی هست که با بافت‌های چندصدایی و با تکنیک کنترپوان، یک ملودی توسط چند ساز اجرا می‌شود که در آن ممکن است همه سازها دارای نت‌های مشابه یا مشابه ولی غیرهم‌ارزش باشند. در کاننِ پاخلبل سه ویلن با تأخیر دو میزانی ملودی اصلی اثر را به فرم کانن می‌نوازند ولی یک باسو کانتینو به صورت مستقل نت‌های دیگری را می‌نوازد.

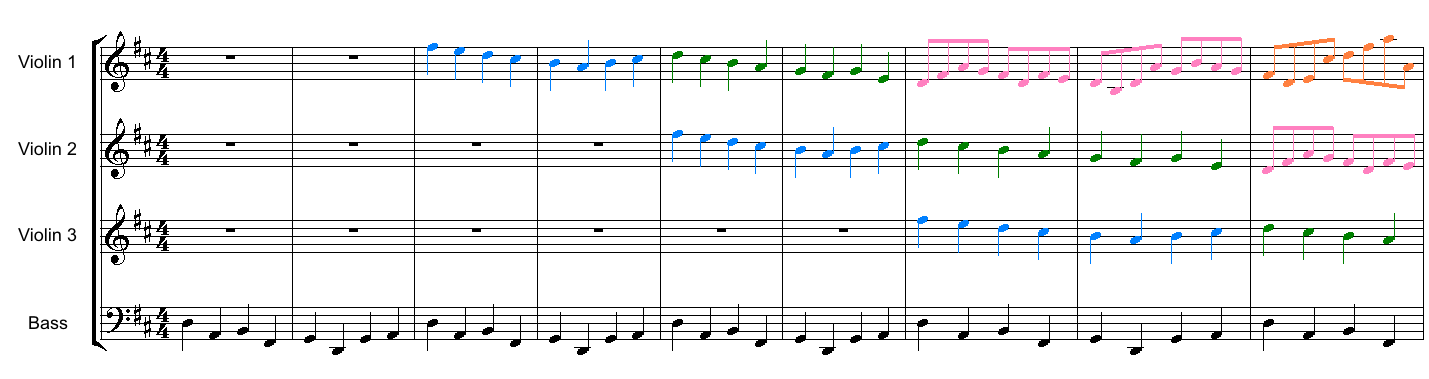
۹ میزان اولِ کانن که در آن سه ویلن یک ملودی را به فرم کانن اجرا می‌کنند در حالی که باسو کانتینو به‌طور مستقل نواخته می‌شود.

صدایِ باسِ موجود در کانن تنها از دو میزان تشکیل شده‌است که بارها در قطعه تکرار می‌گردد.
به این تکنیک در موسیقی آستیناتو گفته می‌شود.

صدایِ باس کانن از ۸ نت و دو میزان تشکیل شده‌است که در واقع این ۸ نت، نت‌های پایه ی آکورد‌های استفاده شده در این قطعه هستند.

آنچه که در کانن بیشتر مورد مطالعه می‌گردد توالی آکوردهای هستند که نت‌های پایهٔ آن در توسط باسوکانتینو نواخته می‌شود.
آن هشت آکورد در جدول زیر آمده‌اند:
| تحلیل عدی رومی | درجه                      | آکورد                 |   |
| I              | پایه                      | ر ماژور               | ۱ |
| V              | نمایان                    | لا ماژور              | ۲ |
| vi             | رونمایان                  | سی مینور              | ۳ |
| iii/ I6        | میانی / وارونه ی اولِ پایه | فا-دیز مینور/ ر ماژور | ۴ |
| IV             | زیرنمایان                 | سل ماژور              | ۵ |
| I              | پایه                      | ر ماژور               | ۶ |
| IV             | زیرنمایان                 | سل ماژور              | ۷ |
| V              | نمایان                    | لا ماژور              | ۸ |

## تاثیرگذاری‌ها
از آنجا که کانن کمتر از ۱۰۰ سال هست که معروف و بازیابی شده، این قطعه بیشتر تأثیر خود را روی موسیقی‌های عامه پسند و پاپ گذاشته‌است.
در سال ۲۰۰۲ تهیه‌کننده موسیقی، پیت واترمن کانن را «تقریباً پدرخواندهٔ موسیقی پاپ» نامید. وی علت آن را استفادهٔ زیادی که در ۳۰ سال گذشته از آن استفاده شده بیان کرد. وی همچنین گفت که تک آهنگِ کایلی مینوگ به اسم من باید خوش شانس باشم که پیتر واترمن آن را تهیه کرده، بر اساس قطعه کانن ساخته شده‌است. از دیگر قطعه‌هایی که به‌طور صریح یا ضمنی از کانن الهام پذیرفته شده‌اند یا بر اساس آن آهنگسازی شده‌اند می‌توان به برو به غرب از پت شاپ بویز اشاره کرد.
تنظیم نئو کلاسیکالِ کانن به اسم کانن راک نیز از تنظیم‌های معروف این اثر هست.